# Kammtextur
Als Kammtextur wird in der Petrologie eine Erscheinungsform magmatischer Gesteine bezeichnet. Diese anisotrope
Textur stellt eine konzentrierte Ansammlung von Einzelkristallen dar. Sie entsteht durch unidirektionelle Verfestigung und ist an Unstetigkeitsflächen gebunden.

## Geschichte
Die Kammtextur wurde wissenschaftlich erstmals im Jahr 1973 von J. G. Moore und J. P. Lockwood definiert. Im Jahr 1982 wurde von Shannon und Kollegen für Kammtextur der aus der Metallurgie stammende Fachbegriff Unidirectional solidification texture (Unidirektionelle Verfestigungstextur), abgekürzt UST, eingeführt. Eine erstmalige Beschreibung stammt jedoch von russischen Autoren aus der Transbaikalregion aus dem Jahr 1957. Mittlerweile sind recht viele Vorkommen von Kammtexturen bekannt.

## Beschreibung

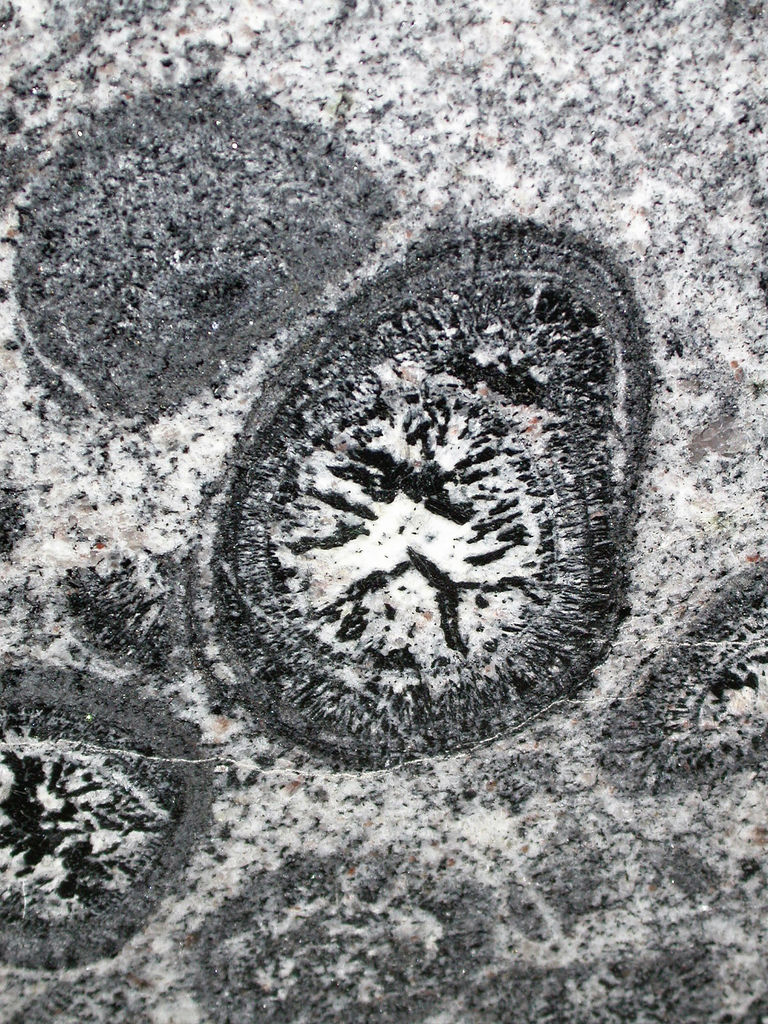
Orbikulargranit von Mount Magnet. Die Schalen des zentralen Orbikels zeigen Kammtextur.

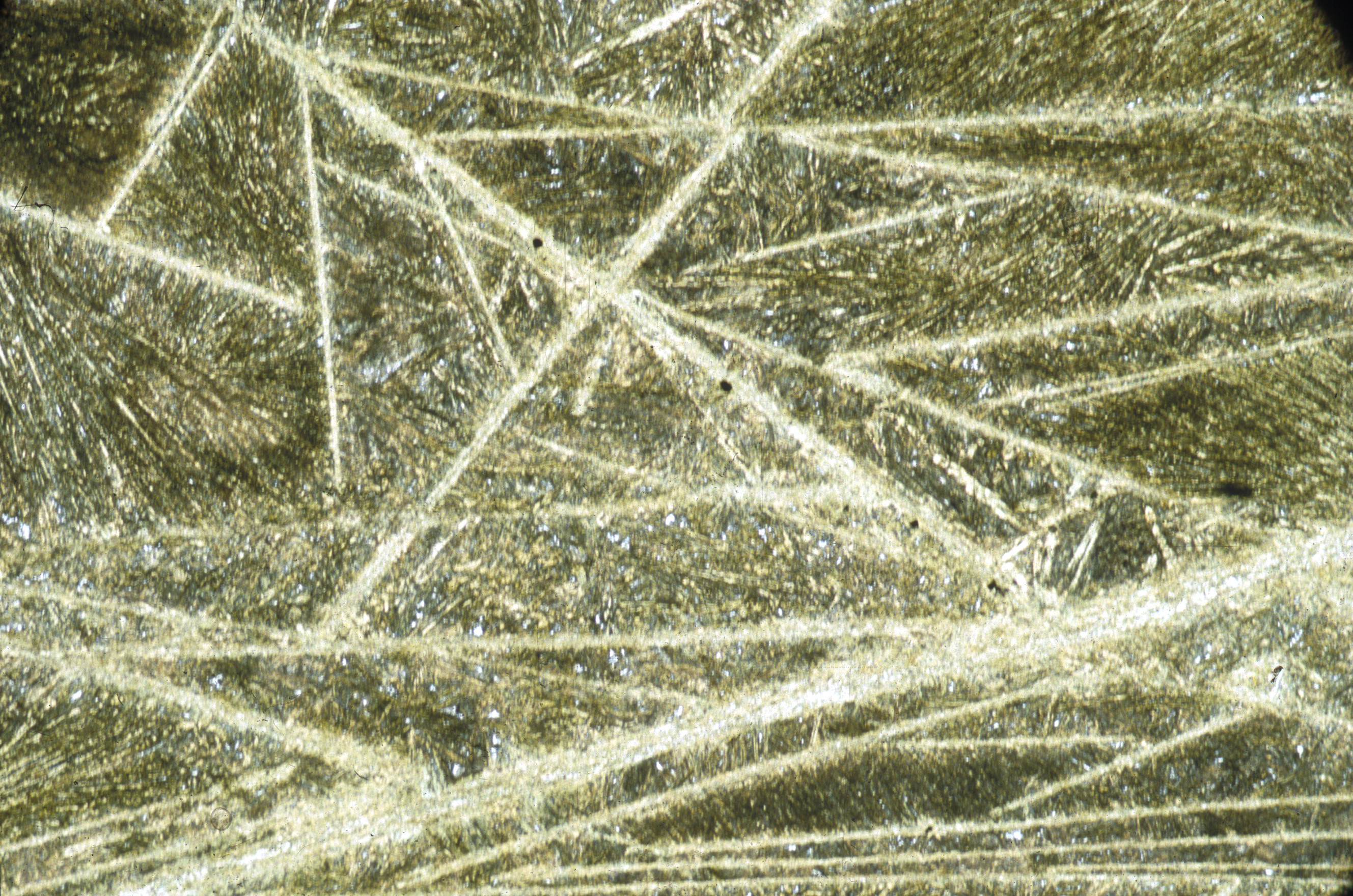
Das zur Kammtextur eng verwandte Spinifexgefüge in einem Komatiit

Die Bezeichnung Kammtextur, Englisch comb layering, comb structure oder auch  comb texture, Französisch litage en peignes, leitet sich von dem kammartigen oder auch rasenartigen Aufwachsen von Mineralen auf einer festen Unstetigkeitsfläche im Gestein ab. Die einzelnen Individuen wachsen in einem Winkel von 60 bis 90 Grad auf. Sie sind dünnplattig oder langprismatisch ausgebildet und können gleichzeitig skelettartig, gekrümmt, fedrig sich verbreiternd oder dendritisch-verzweigt auftreten. Da sich Kammtexturen meist mehrfach und oft rhythmisch wiederholen, können sie auch als Lagentextur betrachtet werden.
Die einzelnen Kammlagen werden üblicherweise von isotropisch-körnigen Bereichen abgetrennt. Ihre Dicke bewegt sich im Zentimeter- bis hin zum Meterbereich. Sie unterscheiden sich sowohl in ihrer mineralischen Zusammensetzung als auch in der Wachstumsrichtung der Kristalle. Ein Anwachszyklus wird jeweils von zwei unterschiedlichen Einzellagen aufgebaut.
In der englischen Literatur werden die Begriffe crescumulate layering, harrisitic texture, spinifex texture (Deutsch Spinifexgefüge) und Willow Lake layering praktisch synonym gehandhabt. Eine Affinität besteht auch zu Orbikulartexturen, in denen Kammtexturen häufig zu beobachten sind.
Donaldson (1977) beschreibt folgende Abfolge innerhalb einer Kammtextur: am Intrusionsrand liegt eine harrisitische Textur vor mit kammartig angeordneten, nadelförmigen Kristallen, die sich verzweigen und oft auch eine unregelmäßige Auslöschung an den Tag legen. Die Kristalle können verbogen sein. Ihre Verformung geht jedoch auf keinerlei tektonische Spannung zurück. In Richtung Intrusionsinneres nehmen die Kristalle dann zusehends eine körnige Kumulatstextur an. Die Anwachsseite eines Zyklus ist sehr deutlich, ja nahezu scharf ausgebildet, wohingegen die Innenseite wesentlicher undeutlicher ausfällt und das allmähliche Ende des Kristallwachstums markiert. Diese Unschärfe beruht auf sich örtlich wechselnden physikalisch/chemischen Bedingungen.

## Aufbauende Minerale
Am Aufbau von Kammtexturen können folgende Minerale beteiligt sein: Olivin (auch serpentinisiert), Pyroxene (Orthopyroxen und Klinopyroxen), Amphibol (Hornblende) und vor allem Plagioklas sowie Quarz und Alkalifeldspat. Selten auch Feldspatvertreter wie Nephelin. Die Kristalle liegen häufig zoniert vor – Anzeichen für eine aus dem Gleichgewicht geratene Kristallisation.

## Vorkommen
Als Unstetigkeitsflächen fungieren die Wände von Magmenkammern, Einschlüsse, Orbikule, Megakristalle, Gänge, oder sonstige interne Grenzflächen. Die Vorkommen von Kammtexturen sind daher an diese Strukturen gebunden. Oft sind Kammtexturen mit Kumulattexturen am Boden oder an den Randbereichen von Magmenkammern assoziiert. Die beiden Texturen gehen dann meist nahtlos ineinander über.
Kammtexturen sind generell relativ selten. Sie finden sich in einer Bandbreite von magmatischen Gesteinen, die von Gabbros bzw. Basalten über Diorite bis hin zu Granitoiden reichen. Unter den Ganggesteinen sind Dolerite und Lamprophyre zu erwähnen. Sie können auch in den recht exotischen Karbonatiten beobachtet werden. Ferner treten sie in Apliten und Pegmatiten auf.

## Verwendung
Da die Kristalle in ihrer Aufwachsrichtung streuen, kann der resultierende V-förmige Öffnungswinkel zur Bestimmung des Richtungssinnes verwendet werden. Er zeigt in Richtung Magma/Magmenkammer.

## Lagerstätten
Kammtexturen bzw. UST sind gelegentlich stark mineralisiert und können folglich an der Bildung bedeutender Lagerstätten beteiligt sein.

## Entstehung
Kammtexturen werden mittlerweile eindeutig als magmatischen Ursprungs angesehen, wobei das kristallisierende Magma stark übersättigt und unterkühlt war. Die körnigeren Zwischenbereiche werden hingegen als nur wenig unterkühlt oder übersättigt betrachtet. Eine hohe Unterkühlung und eine rhythmische Übersättigung ist für das Wachstum der langstrahligen sowie dendritischen Kristalle verantwortlich.
Langsames Kristallwachstum in einer magmatischen Schmelze hingegen führt zur Bildung von gut ausgeformten, idiomorphen Kristallen. Bei schnellem Wachstum bilden sich in Abhängigkeit von der Unterkühlungsrate entweder in die Länge gezogene Kristalle oder so genannte Hopper-Kristalle (Kristalle mit hohlem Inneren). Das schnelle Wachstum im Fall der Kammtextur dürfte von der Unterkühlungsgeschwindigkeit nicht beeinflusst worden sein, da Kammtexturen an Randbereichen von größeren, sich nur langsam abkühlenden plutonischen Körpern heranwuchsen. Eine hohe Unterkühlung schiebt generell den Beginn einer homogenen Kristallisation hinaus (siehe Siedeverzug). Setzt dann der Kristallisationsprozess schließlich ein, so erfolgt er vorzugsweise heterogen an bereits gebildeten Kristallen, Mineral- oder Gesteinsbruchstücken. Die Kristalle wachsen sehr schnell heran und bilden ausgelängte, dendritische Kristallisate in Lagen bzw. Schalen.
Zweifellos spielt auch der Wassergehalt der Schmelze eine große Rolle. Ein hoher Wassergehalt verringert neben der Viskosität vor allem die Liquidustemperatur (d. h. die Temperatur des Aufschmelzens bzw. erstmaligen Kristallisierens) und wirkt daher ebenfalls verzögernd auf die Kristallisation, was seinerseits eine sehr hohe Unterkühlung nach sich zieht.
Folglich entstehen Kammtexturen oft im Kontaktbereich mit Orbikularmagmen. Bei diesen Magmen handelt es sich um niedrig-viskose, schnell fließende Schmelzen niedriger Dichte, die konvektiv in röhrenartigen Strukturen aufwallen. Kammtexturen finden sich ebenfalls in Pegmatiten, die ein sehr an Fluiden angereichertes Milieu darstellen. Auch gabbroische Lagenintrusionen führen Kammtexturen als so genannte Harrisitische Texturen an Böden und Wänden.

## Fazit
Die Bildungsbedingungen von Kammtexturen sind aus einem komplexen Zusammenspiel mehrerer Faktoren hervorgegangen und hängen einerseits von externen physikalischen Umweltparametern als auch andererseits von den internen chemikalischen Eigenschaften der Schmelzflüssigkeit ab.
Extern sind anzuführen eine generell hohe Kristallwachstumsrate (G), wie sie durch verzweigte und unidirektionelle Kristalle indiziert wird und eine starke Überhitzung, die ein Auskristallisieren verhindert, obwohl die eigentlich hierfür benötigte Temperatur gegeben wäre. Ein hoher geothermischer Gradient und eine hohe Abkühlgeschwindigkeit werden ebenfalls als bedeutende Faktoren angesehen. Intern hängt das Kristallwachstum unmittelbar von der Konzentration der beteiligten Elemente ab. Die Übersättigung spielt daher in diesem Zusammenhang eine sehr große Rolle. Die bevorzugte Wachstumsrichtung ist eine direkte Folge aus dem Wettbewerb um die benötigten Elementarbausteine. Geht deren Konzentration zurück, so kommt es zu einem allmählichen Stillstand des Wachstums. Erst bei einer erneuten Zufuhr können wieder weitere Lagen anwachsen.
Kammtexturen können nur aus Schmelzen hervorgehen, die über keine Kristalle verfügen oder deren Nukleationsrate (N) gleich Null ist bzw. unterhalb der abgeführten Menge an Kristallen liegt. Die Nukleation verläuft deswegen im Wesentlichen heterogen und geht von den Wänden aus. Starke chemische Veränderungen im Aufbau der Lagenminerale geben zu erkennen, dass entweder sehr rasche physikalisch/chemische Änderungen in der Schmelze stattfanden, oder dass letztere sehr schnell erneuert wurde. Gewisse magmatische Kammtexturen gingen wahrscheinlich aus Schmelzflüßigkeiten hervor, die zwischen der Magmenkammer und deren Wand eingezwängt waren und sich dort konzentrierten.
Bei den UST in Aplit-/Pegmatitassoziationen herrschen gegenwärtig Modelle vor, die eine sehr rasche, mehrfach aufeinander erfolgende Kristallisation befürworten. Die Schmelze ist hierbei zwar an Wasser gesättigt, befindet sich aber im Ungleichgewicht mit dem entstehenden Kristallisat. Die Lagenwiederholung wird ferner mit einem oszillierenden Eutektikum bzw. Kotektikum erklärt – beruhend auf einem abrupten adiabatischen Druckabfall durch Flüssigkeitsverlust oder Entgasung sowie einer anschließenden Rückkehr zu normalen Bedingungen. Realisiert sind derartige Verhältnisse im unter Überdruck stehenden Kuppelbereich von Intrusionen.
Im subvulkanischen Bereich heben McCarthy und Müntener (2016) folgende beiden Punkte hervor:
- Kammlagen (und auch Orbikulartexturen) wachsen in subvulkanischen Schmelzbildungszonen heran. Ihre Kristallisation erfolgt aufgrund von Druckentlastung überhitzter Schmelzen.
- Das Wachstum von Kammlagen und Orbikulartexturen wird von den leicht flüchtigen Bestandteilen der Schmelze (gelöste Flüssigkeiten und Gase) sowie von adiabatischen Aufstiegsrouten gesteuert.

Die Schmelzbildung kann hierbei sehr rasch erfolgen – in einem Zeitraum von Monaten bis Jahren.
Als generelle Bildungsmechanismen für Kammtexturen werden jetzt zwei Modellvorstellungen diskutiert:
- Oszillierende Kammlagen als Ausdruck eines sich selbst organisierenden Systems. Schnelles Kristallwachstum führt zur Bildung einer Grenzschicht, welche wiederum ihrerseits das Heranwachsen weiterer Lagen induziert.[15]
- Extern herbeigeführte Parameteränderungen. Diese können durch Schmelzpulse verursacht werden, wobei jeder einzelne Puls ein neues Lagenwachstum repräsentiert.[16]

## Fundstellen
Da Kammtexturen weltweit auftreten, seien hier nur einige markante Beispiele herausgegriffen:
- Bugdai im Osten Sibiriens[3]
- Caldera in Chile – Granodiorit/Tonalit[17]
- Fisher Lake[14] und Lower Castle Creek Pluton[18] in der Sierra Nevada in Kalifornien, Vereinigte Staaten – Diorit und Granodiorit
- Fiskaenesset im Südwesten von Grönland – Lamprophyr
- Henderson Mine in Empire, Colorado[2]
- Kaiserstuhl in Deutschland – Karbonatit[19]
- Land’s End Granite in Cornwall, England – Biotitgranit, Turmalingranit
- Lardalit-Intrusion bei Oslo in Norwegen – Nephelin-Monzodiorit[20]
- Logtung im Yukon, Kanada[21]
- Moravské Bránice, Brünner Massiv in Tschechien[22]
- Nuptse in Nepal – Leukogranit
- Oldoinyo Lengai in Tansania – Karbonatit
- Podlesí in Tschechien[23]
- Ravenswood-Granodiorit im Norden von Queensland, Australien – Granodiorit
- Rùm-Lagenintrusion auf Rùm in Schottland – Gabbro
- Skye in Schottland – Dolerit
- Timahdit im Mittleren Atlas in Marokko – Alkalibasalt[24]
- Willow Lake Intrusion in Oregon, Vereinigte Staaten – Gabbro[25]
- Yuguzer in der Mongolei[26]